# Bodo (série télévisée)
Pour les articles homonymes, voir Bodo (homonymie).
Bodo est une série biographique polonaise diffusée sur TVP 1 du  6 mars 2016 au 29 mai 2016.

## Distribution
- Antoni Królikowski - Eugeniusz Bodo jeune (ép. 1-4, 13)
- Tomasz Schuchardt - Eugeniusz Bodo (ép. 5-13)
- Agnieszka Wosińska - Jadwiga Anna Dorota Dylewska-Junod (ép. 1-13)
- Mariusz Bonaszewski - Teodor Junod, père de Bodo (ép. 1-4)
- Anna Pijanowska - Ada (ép. 1, 2, 4, 5, 9, 11, 12, 13)
- Adam Fidusiewicz - Hans (ép. 1, 2, 4, 5, 9, 11, 12)
- Józef Pawłowski - Antek (ép. 2, 8, 9, 10, 11, 12, 13)
- Piotr Żurawski - Moryc Blum (ép. 1-3, 6-9, 11-12)
- Maja Hirsch - Drewiczówna (ép. 4-13)
- Anna Próchniak - Nora Ney (ép. 6-12)
- Bartłomiej Kotschedoff - Adolf Dymsza (ép. 2, 4-13)
- Eryk Kulm - Karol Hanusz (ép. 2, 4-13)
- Mateusz Damięcki - Adam Brodzisz (ép. 9)
- Piotr Głowacki - Michał Waszyński (ép. 8-11)
- Roma Gąsiorowska - Zula Pogorzelska (ép. 6-11)
- Wojciech Solarz - Konrad Tom (ép. 6-13)
- Patricia Kazadi - Reri (ép. 10-11)
- Maciej Damięcki - Antoni Fertner (ép. 2,6-7)
- Szymon Czacki - Seweryn Steinwurzel (ép. 6-12)
- Aleksandra Domańska - Jadwiga Smosarska (ép. 4, 7-8, 10-12)
- Przemysław Stippa - Henryk Szaro (ép. 6-8)
- Piotr Szwedes - Jerzy Boczkowski (ép. 5-6)
- Edyta Herbuś - Pola Negri (ép. 2-3)
- Stefan Pawłowski - Witold Roland (ép. 6-8)
- Tomasz Włosok - Jerzy Roland (ép. 8-9, 12)
- Karolina Gorczyca - Alina Roland (ép. 8-9)
- Małgorzata Moskalewicz - girlsa (ép. 1-2)
- Michał Żurawski - Kawetzky (ép. 10-12)
- Robert Gonera - Edward Vorthell (odc 1,4)
- Dariusz Kordek - Michał Orda (ép. 1-2)
- Magdalena Stużyńska - Trudi (ép. 3)
- Bartłomiej Kasprzykowski - Żwirski (ép. 3)
- Olaf Lubaszenko - Franz Kettler (ép. 3)
- Marek Kaliszuk - Szwarc (ép. 3)
- Adrian Zaremba